# Hakhel
O termo Hakhel (hebraico הקהל) refere-se a um mandamento bíblico de reunir todos os homens, mulheres e crianças judias, bem como "estrangeiros", para ouvir a leitura da Torá pelo rei de Israel a cada sete anos. 
Originalmente, essa cerimônia ocorreu no local do Templo de Jerusalém durante Sucot, no ano seguinte ao sétimo ano. Segundo o Mishna, o "mandamento de reunir" (hebraico: מצות הקהל mitzvat hakhel ) foi realizado ao longo dos anos da era do Segundo Templo e, por inferência, também durante a era do Primeiro Templo. A mitzvá bíblica de Hakhel só ocorre quando todo o povo judeu reside em Israel.

## Na Bíblia
O verbo hebraico Hiphil haqhêl (hebraico : הַקְהֵ֣ל, "assembleia"), do qual deriva o termo mitzvat hakhel, é usado em Deuteronômio 31:10-12: 
 "No final de cada sete anos, em um tempo determinado, no Festival de Sucot [após] o ano de Shemitá. Quando todo o Israel aparecer diante do Senhor, seu Deus, no lugar que Ele escolher, você deverá ler esta Torá diante de todo o Israel, em seus ouvidos. Monte o povo: os homens, as mulheres, as crianças e seu estrangeiro em suas cidades... "  

## Na Mishnah
Segundo a Mishnah, a cerimônia foi realizada no primeiro dia de Chol HaMoed Sukkot, no dia seguinte ao dia inaugural do festival, em nome de todos os judeus que participaram da peregrinação a Jerusalém. Trompetes soariam em Jerusalém (Tosefta) e uma grande plataforma de madeira seria erguida no templo na corte das mulheres (hebraico: ezrat hanashim עזרת הנשים). O rei sentava-se nesta plataforma e todos os presentes se reuniam ao seu redor. O hazzan haknesset (החזן הכנסת, "servo da sinagoga") iria entregar o Livro da Lei ao haknesset rosh (ראש הכנסת, "arquisinagoga"), que iria entregá-lo ao vice-kohen gadol, que iria entregá-lo ao Sumo Sacerdote, que o apresentaria ao rei. Segundo o Sefer Hachinuch, o rei aceitaria o sefer Torá em pé, mas poderia sentar-se enquanto o lia em voz alta.  
O rei começou a leitura com as mesmas bênçãos sobre a Torá que são recitadas antes de cada Aliyah La-Torá nas sinagogas hoje. Sete bênçãos adicionais foram recitadas na conclusão da leitura. 
A leitura consistia nas seguintes seções do Livro de Deuteronômio: 
1. Desde o início do livro através de Shema Yisrael (6:4);
2. O segundo parágrafo do Shema (11: 13-21);
3. "Dízimos" (14: 22-27);
4. "Quando você terminar o dízimo" (26: 12-15);
5. A seção sobre nomear um rei (17: 14-20);
6. As bênçãos e maldições (28: 1-69).

## Renascimento no século XX
A ideia de reviver o mitzvat hakhel nos tempos modernos foi proposta pela primeira vez pelo rabino Eliyahu Daviv Rabinowitz-Teomim, que publicou dois panfletos sobre o assunto, Zecher leMikdash e Dvar Be'ito.
O rabino-chefe Shmuel Salant, de Jerusalém, reunia todos os estudantes do Talmud Torá em frente ao Muro das Lamentações no primeiro dia de Chol HaMoed Sukkot e lia para eles as mesmas passagens que o rei lia em Hakhel.     
A primeira cerimônia oficial israelense de Hakhel foi realizada durante Sucot de 1945, no ano seguinte ao ano sabático. Um culto especial foi realizado na Sinagoga de Yeshurun, após o qual uma procissão em massa foi para o Muro Ocidental, onde as partes da Torá eram lidas. Cerimônias semelhantes presididas por funcionários do governo de Israel são realizadas a cada sete anos desde então.  A cerimônia de Hakhel, realizada em 1994, contou com a presença dos rabinos-chefe de Israel, do presidente de Israel e de outros dignitários. A cerimônia realizada no Muro das Lamentações em 2001 foi liderada pelo presidente de Israel, Moshe Katzav . 
 

O rabino Menachem Mendel Schneerson pediu aos judeus em todos os lugares que realizassem grandes e pequenas reuniões de Hakhel durante o ano Hakhel em sinagogas e casas particulares para promover maior unidade e aumentar o aprendizado da Torá, a observância da mitzvá e a doação de caridade. 